# کراتولیتیک
کراتولیتیک (به انگلیسی: Keratolytic) درمانی برای حذف زگیل و ضایعات دیگر مانند پینه(کالوس) که در آن اپیدرم تولید پوست اضافی می‌کند، می‌باشد. در این درمان، اسید پزشکی، مانند اسید سالیسیلیک بر ضایعه قرار داده می‌شود. درمان کراتولیتیک، پوست و ضایعه را نازک می‌کند. این باعث نرم‌شدن و ریختن لایهٔ بیرونی پوست می‌شود.
کراتولیتیک را همچنین می‌توانید برای نرم کردن کراتین، یک جزء اصلی از پوست استفاده کنید. این به بهبود ظرفیت اتصال رطوبت پوست خدمت می‌کند، که در درمان پوست خشک مفید است. چنین عوامل (کراتولیتیک) شامل اوره، اسید لاکتیک، و النتوین هستند.